# Wani Books
Wani Books Co., Ltd. (ワニブックス株式会社, Wani Bukkusu Kabushiki Gaisha) est une maison d'édition japonaise fondée en 1979. Elle est spécialisée dans les mangas seinen.

## Magazines
- Comic Gum, 1996-2015